# グッド・ガール
『グッド・ガール』（原題: The Good Girl）は2002年のアメリカ映画。ジェニファー・アニストン主演のブラック・コメディ。

## ストーリー
テキサスの田舎町で平凡な主婦またディスカウトストアの店員として暮らすジャスティン（ジェニファー・アニストン）。塗装業の夫フィル（ジョン・C・ライリー）との生活は退屈で、せめて子どもがほしいと願っているのになかなか叶わない。
ある日、新しくレジ係に雇われた文学青年ホールデン（ジェイク・ジレンホール）と親しくなったジャスティンは、心の空虚さを埋めるように彼との不倫に奔る。

## キャスト
※括弧内は日本語吹替
- ジャスティン・ラスト - ジェニファー・アニストン（安達忍）
- ホールデン・“トム”・ウォルター - ジェイク・ジレンホール（高橋広司）
- フィル・ラスト - ジョン・C・ライリー（内田直哉）
- ババ - ティム・ブレイク・ネルソン（多田野曜平）
- シェリル - ズーイー・デシャネル（魏涼子）
- ジャック・フィールド - ジョン・キャロル・リンチ（長島雄一）
- コーニー - マイク・ホワイト
- グウェン・ジャクソン - デボラ・ラッシュ

## 受賞歴
- インディペンデント・スピリット賞 - 脚本賞　受賞